# بو میرچف
بو میرچف (انگلیسی: Beau Mirchoff؛ زادهٔ ۱۳ ژانویهٔ ۱۹۸۹) یک هنرپیشه اهل ایالات متحده آمریکا است. وی از سال ۲۰۰۳ میلادی تاکنون مشغول فعالیت بوده‌است.

## زندگی‌نامه
بو میرچف در ۱۳ ژانویهٔ ۱۹۸۹ در سیاتل واشنگتن به دنیا آمد. پس از دو روز به همراه خانواده به خانه‌شان واقع در جزیره ونکوور استان بریتیش کلمبیا کانادا بازگشتند. پدرش بیل، پزشکی کالیفرنیایی بود و مادر کلی اصالتاً از اهالی سیاتل بود. بو برادری بزرگتر به نام لوک و خواهر کوچکتری به نام رائنا دارد. بو میرچف دارای تابعیت مضاعف کشورهای ایالات متحده و کانادا است.

## آثار

### فیلم‌شناسی
- من شماره چهار هستم
- اسکری مووی ۴
- کینه ۳
- بازگشت جادوگران: الکس در مقابل الکس
- زندگی مخفی چوبک ها

### سریال
- کدبانوهای وامانده
- سی‌اس‌آی: میامی
- سی‌اس‌آی
- آکواریوس
- مشکل خوب
- اینک آخرالزمان